# Джерела (пам'ятка природи)
Джерела — гідрологічна пам'ятка природи місцевого значення. Об'єкт розташований на території Лиманського району Донецької області, біля села Шандриголове.
Площа — 0,1 га, статус отриманий у 1972 році.